# Giles Tremlett
Giles Tremlett (Lynmouth, Anglaterra, 1962), escriptor, periodista i locutor de ràdio, és el corresponsal a Madrid de The Guardian i col·laborador habitual de The Economist. També és tertulià de Televisió Espanyola i la Cadena SER. Es va graduar el 1984 en Ciències Humanes (Antropologia) a la Universitat d'Oxford i també ha estudiat a la Universitat de Barcelona i Lisboa.
De ben jove va viatjar arreu del món i va tenir el primer contacte amb la societat i la vida espanyola a la dècada del 1980. Després d'un període a Lisboa i a Londres, va tornar a viure a Barcelona amb motiu dels Jocs Olímpics d'Estiu de 1992. Al llarg de la seva carrera també ha treballat a The Times i The European. Actualment viu a Madrid com a corresponsal de The Guardian.
El 2007 va publicar el seu primer llibre, Ghosts of Spain: Travels through a country’s hidden past, que va ser traduït a cinc llengües, i se'n van vendre més de 100.000 còpies arreu del món. En ell es mostra molt crític amb la transició espanyola.
El 2010 va publicar una biografia de Caterina d'Aragó, nomenada «llibre de la setmana» per un programa de la BBC Radio 4. D'aquest darrer llibre va vendre més de 20.000 còpies i el 2012 va ser traduït al castellà i al rus.

## Obres publicades
- Ghosts of Spain Faber and Faber. ISBN 978-0-571-22169-1
- Catherine of Aragon Walker & Company. ISBN 978-0-8027-7916-8
- Las Brigadas Internacionales. Fascismo, libertad y la guerra civil española, Debate, 2020. 9788417636913[5]